# Greatest Hits (Joe)
Greatest Hits è un album discografico greatest hits del cantante statunitense Joe, pubblicato nel 2008.

## Tracce
1. Beautiful
2. Don't Wanna Be a Player
3. All the Things (Your Man Won't Do)
4. I Wanna Know
5. Good Girls
6. Ride Wit U (feat. G-Unit)
7. Still Not a Player
8. Stutter
9. The Love Scene
10. All That I Am
11. More & More
12. Priceless
13. If I Was Your Man
14. Let's Stay Home Tonight